# Saint-Pal-de-Senouire

Saint-Pal-de-Senouire este o comună în departamentul Haute-Loire, Franța. În 2009 avea o populație de 97 de locuitori.